# Deshayesiella spicata
Deshayesiella spicata is een keverslakkensoort uit de familie van de Leptochitonidae. De wetenschappelijke naam van de soort is voor het eerst geldig gepubliceerd in 1919 door Berry.